# فرزاد مخلص‌الائمه
فرزاد مخلص‌الائمه (زادۀ ۱۳۵۱ - اراک) سیاستمدار و مدیر اجرایی ایرانی است که‌ از سال ۱۴۰۰ تا ۱۴۰۳ به‌عنوان استاندار استان مرکزی فعالیت می‌کرد. وی در ۱۲ آبان ۱۴۰۰ و با تصویب هیئت وزیران دولت سیزدهم به عنوان بیست و سومین استاندار مرکزی (از بدو تشکیل این استان در سال ۱۳۵۶) منصوب شد.
وی پیش از این به‌عنوان معاون برنامه‌ریزی و امور مجلس، معاون راهبردی و مدیر منابع سازمان بازرسی کل کشور، بازرس کل امور نفت، نیرو و ارتباطات و معاون گروه بازرسی صنعت و معدن و عضویت در کارگروه فروش نفت خام وزارت نفت فعالیت داشته است.